# Tex-Mex

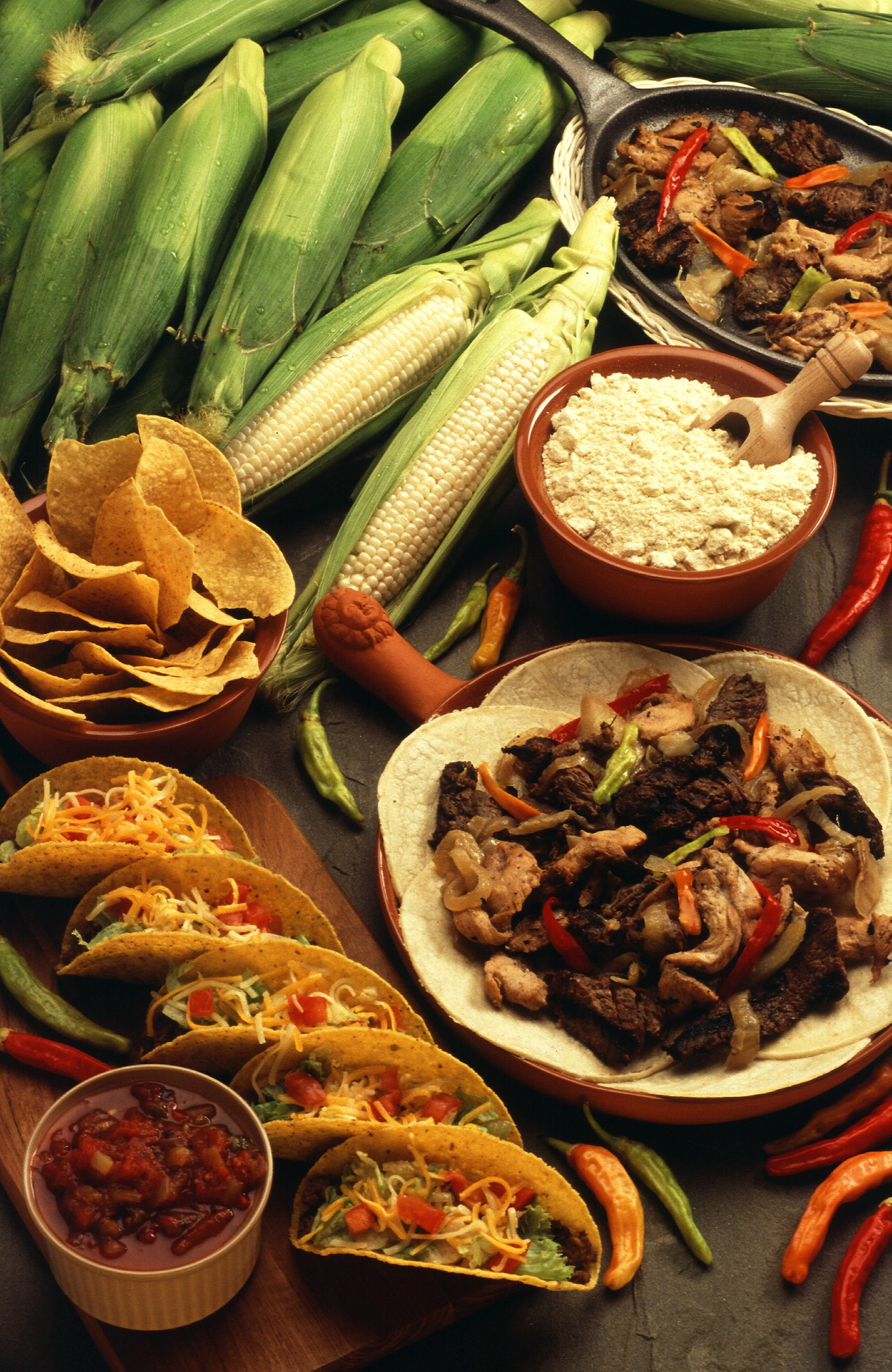
Exemplos de pratos Tex-Mex e diferentes ingredientes usados

Tex-Mex (a partir da cozinha Texana e Mexicana) é uma fusão da cozinha mexicana e estadunidense, derivadas das criações culinárias dos Tejanos. Espalhou-se a partir da fronteira em estados como o Texas e outros, do Sudoeste dos Estados Unidos para o resto do país, bem como para o Canadá. Tex-Mex é popular no Texas e em algumas partes do México.
Tex-Mex é muitas vezes combinada com a cozinha do Sudoeste  dos Estados Unidos encontrada no Arizona, Novo México, Colorado e Utah.